# Взрыв в театре «Диана»
Взрыв в театре «Диана» или Бойня в «Диане» (итал. strage del Diana) — террористический акт, осуществлённый 23 марта 1921 года в Милане в театре «Kursaal Diana», в результате которого после взрыва погиб 21 человек и 80 получили ранения.

## Предыстория
В бурные годы, последовавшие за окончанием Первой мировой войны, в Милане сформировалась группа анархо-индивидуалистов, которые начали осуществлять в городе нападения на государственных чиновников, промышленников, а также на места в центре, часто посещаемые представителями высшего общества. В октябре 1920 года был арестован и заключен в тюрьму Эррико Малатеста, лидер итальянского анархистского движения, а также анархисты Армандо Борги и Коррадо Кваглино. Небольшая группа анархо-индивидуалистов решила провести серию нападений в знак протеста против задержания Малатесты и его товарищей

## Ход теракта
Взрыв был направлен против комиссара полиции Джованни Гасти, который, как предполагалось, проживал в квартире, расположенной над театром. Вечером 23 марта 160 пачек взрывчатого вещества (нитроглицерина) были помещены в корзину, покрытую соломой и пустыми бутылками, а затем поставлены возле входа, предназначенного для артистов, который вел из отеля в соседний концертный зал.
В тот вечер в театре было запланировано пятнадцатое и последнее представление пьесы Франца Легара «Голубой мазурки» («La Mazurka blu») в сопровождении оркестра под управлением маэстро Джузеппе Берреттони. Так как оркестровые исполнители объявили внезапную забастовку и с ними начались переговоры, зрители были вынуждены долгое время ждать на улице, требуя начала представления.
В 22:40, после долгих разногласий и протестов, оркестр, наконец, согласился играть. Зрители заняли свои места, и именно в этот момент произошёл взрыв, который разрушил кирпичную кладку и поразил передние ряды зрителей и оркестровую яму. Около 80 человек были ранены, 17 погибли на месте; в следующие часы умерло ещё 4 человека. В итоге погиб 21 человек.

## Ход расследования и суд
Акция против «Дианы» вызвала ужас и неодобрение в анархистских кругах. Находившийся в тюрьме Эррико Малатеста приостановил голодовку и выразил «возмущение отвратительным преступлением, которое приносит пользу только тем, кто угнетает рабочих, и тем, кто преследует наше движение».
Немедленно было начато расследование, которое координировалось комиссаром Джованни Гасти. В экипаже, остановленном на Корсо Монфорте, были обнаружены два револьвера и несколько взрывных устройств и схвачен пытавшийся сбежать молодой анархист Антонио Пьетропаоло.
Случаем воспользовался Муссолини, который направил группы фашистов не только против анархистов, но и против социалистов и коммунистов. Фашисты бросили бомбы в строящуюся новую штаб-квартиру социалистической газеты Avanti!, расположенную на улице Людовико Сеттала и подожгли редакцию анархистской газеты Umanità Nova на улице Карло Гольдони.
Судебный процесс против обвиняемых, которых защищал адвокат Леонид Репачи, начался 9 мая 1922 года. 1 июня был оглашен приговор, в котором были определены виновники взрыва и были приговорены к пожизненному заключению 19-летний Этторе Агуджини из Бергамо, 23-летний Джузеппе Мариани из Мантуи и 28-летний Джузеппе Болдрини. Остальные 16 обвиняемых, предположительно соучастников, были приговорены к срокам от 15 до 4 лет лишения свободы.

## Список жертв
- Леонтина Росси, 5 лет
- Роза Пассони Настри, 40 лет
- Мосе Арбицони, 23 года
- Маргарита Калабрези Леони, 29 лет
- Джемма Малатеста, 40 лет
- Пьетро Бони, Анджело Растелли, 32 года
- Эрнесто Троешель, 20 лет
- Виттория Трэшель, 20 лет
- Ренцо Рози, 17 лет
- Джузеппе Магги, 17 лет
- Марио Тедески, 31 год
- Этторе Пекорара, 28 лет
- Пьетро Лаццари, Джузеппе Марано, 24 года
- Виталиано Майокки, 33 года
- Алессандро Лоренци, 22 года
- Энрико Альди, 24 года
- Сальваторе Мерроне, 50 лет